# 汪敬
汪敬（1392年—？），字益謙，直隸婺源縣（今江西省婺源縣）人。明朝政治人物。

## 生平
應天府鄉試第五十二名。宣德八年（1433年）癸丑科會試第七十一名，三甲四十七名進士。景泰元年六月官户部主事。

## 著作
著有《易传通释》。

## 家族
曾祖父汪德銘。祖父汪伯宏。父亲汪開宗。母練氏。具慶下。弟義、禮。